# Stoystown, Pennsylvania
Stoystown là một thị trấn thuộc quận Somerset, tiểu bang Pennsylvania, Hoa Kỳ. Năm 2010, dân số của thị trấn này là 355 người.